# No mires a los ojos
No mires a los ojos es una película española de suspenso dirigida por Félix Viscarret y basada en la novela Desde la sombra de 2016 de Juan José Millás. Está protagonizada por Paco León y Leonor Watling.

## Sinopsis
Damián acaba de ser despedido tras 20 años trabajando en la misma empresa. Su reacción, furiosa y un tanto violenta, le lleva a salir corriendo para escapar de su jefe y a esconderse de él en el primer sitio que encuentra al salir de la oficina: un armario cargado en una furgoneta. El armario con Damián dentro es entregado en casa de Lucía y Fede, una pareja que vive con su hija, María. Esa misma noche, un impulso inesperado lleva a Damián a quedarse con la familia para convertirse en una misteriosa presencia que observará y se moverá desde la sombra.

## Reparto
- Paco León como Damián
- Leonor Watling como Lucía
- Àlex Brendemühl como Fede
- Susana Abaitua como Paula
- María Romanillos como María
- Juan Diego Botto como Sergio O'Kane
- Marcos Ruiz como Raúl
- Iñaki Gabilondo como Iñaki Gabilondo

## Producción y rodaje
La película es una producción de Tornasol Films y Desde la Sombra Árbol AIE, en coproducción con Entre Chien et Loup (Bélgica) y con la participación de RTVE y Movistar+. Universal Pictures distribuye la película en España, mientras que Latido Films es la responsable de las ventas internacionales de la película.
El rodaje comenzó en febrero de 2021 y se alargó durante seis semanas en diferentes localizaciones del área metropolitana de Pamplona.

## Premios y nominaciones
78.ª edición de las Medallas del Círculo de Escritores Cinematográficos
| Categoría            | Receptor(es)                | Resultado |
| -------------------- | --------------------------- | --------- |
| Mejor guion adaptado | David Muñoz Félix Viscarret | Nominados |